# Cantonul Saint-Martin-de-Ré
Cantonul Saint-Martin-de-Ré este un canton din arondismentul La Rochelle, departamentul Charente-Maritime, regiunea Poitou-Charentes, Franța.

## Comune
| Comune              | Populație (1999) | Cod poștal | Cod INSEE |
| ------------------- | ---------------- | ---------- | --------- |
| Le Bois-Plage-en-Ré | 2 293            | 17580      | 17051     |
| La Flotte           | 2 907            | 17630      | 17161     |
| Rivedoux-Plage      | 2 197            | 17940      | 17297     |
| Sainte-Marie-de-Ré  | 3 027            | 17740      | 17360     |
| Saint-Martin-de-Ré  | 2 597            | 17410      | 17369     |